# 里見平三
里見 平三（さとみ へいぞう、文政8年（1825年） - 明治元年11月1日（1868年12月14日））は、幕末の尊皇志士。代々水戸藩士の家に生まれる。仮名は鉄次郎、次いで平三。諱は親直次いで親尚。父は里見四郎左衛門親長。兄に里見四郎左衛門親賢がいる。靖国神社祭神。神名は里見平三之命、もしくは里見平三親尚之命。妾との間に女子と平太郎という男子がいた。

## 概要
里見平三ははじめ鉄次郎と名乗り、天保13年（1843年）11月12日、武芸出精につき、藩公より白銀を賜った。弘化2年（1845年）12月24日、再び武芸出精を賞され三人扶持を賜る。弘化4年（1847年）9月、江戸藩邸にて藩公に槍術の上覧を受け、安政元年（1854年）切符を賜り小十人組に付属され、同5年（1858年）3月24日、馬廻組に転属する。万延元年（1860年）4月9日、御次番となり、12月5日、江戸詰となり、上公に扈従し京に上洛する。元治元年（1864年）願なく江戸に戻り、天狗党の乱に加わり、吉田薬王院を拠点に那珂湊にて幕府軍と合戦する。
降伏に伴い久留里藩に拘禁されるが明治元年（1868年）の春、磐城白河に出陣する。帰藩後、11月1日、水戸の弘道館戦争で討ち死にする。享年43。維新後、靖国神社に合祀される。

## 家系
家系はかつての最上氏旧臣だった系統であり、代々「四郎左衛門」を襲名する。禄高は二百石。
平三の祖は清和源氏新田氏流里見氏の一族の里見義成の四男・義直を初代とする家系である。出羽国に下り、天童氏次いで最上氏に臣従した。里見義親は山形藩主・最上家親に仕えた。その子、里見四郎左衛門親宗の代になって最上家が改易となると、松平筑前守（前田利常）を経て旧主・最上家親の実弟にあたる山野辺義忠が水戸藩の家老として召抱えられると、これを慕って水戸藩に仕官したのが始まりとされる。
里見掃部義親－里見四郎左衛門親宗－里見四郎左衛門親広－里見四郎左衛門親信－里見八左衛門親善－里見四郎左衛門親和－里見四郎左衛門親候－里見四郎左衛門親長－里見平三親尚